# Wang Xiaoshuai

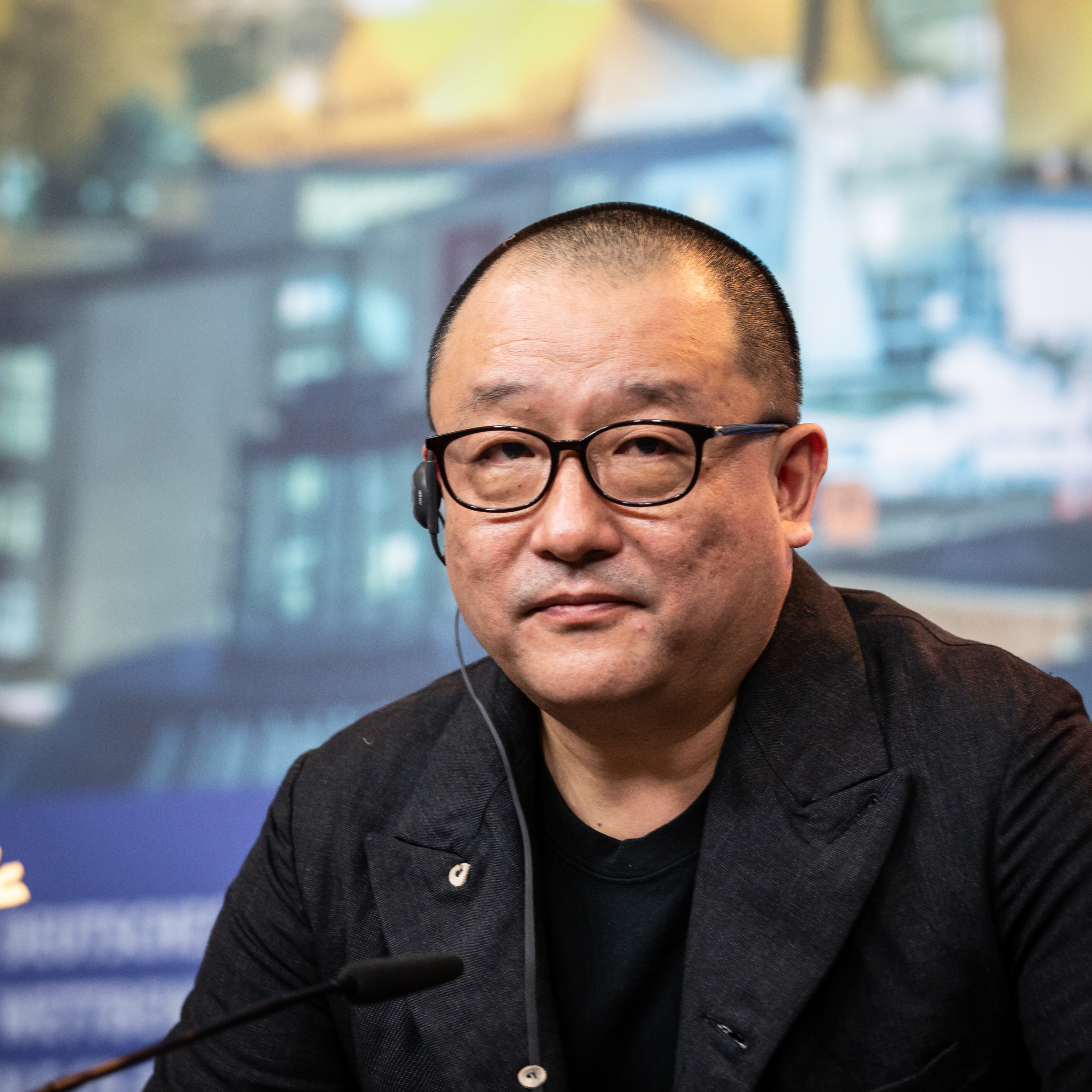
Wang Xiaoshuai auf der Berlinale 2019

Wang Xiaoshuai (chinesisch 王小帥 / 王小帅, Pinyin Wáng Xiăoshuài; * 22. Mai 1966 in Shanghai) ist ein chinesischer Filmregisseur und Drehbuchautor. Er wird oft der „sechsten Generation“ chinesischer Filmemacher zugeordnet.

## Leben
Wang wurde in Shanghai geboren, verbrachte aber seine Kindheit und Jugend, bis er dreizehn Jahre alt war, in Guiyang. Während seiner Zeit in Guiyang begann er, Interesse für Malerei zu entwickeln, das er vertiefen sollte, als er 1981, mit 15 Jahren, in Peking eine auf Kunst spezialisierte Oberschule besuchte. Nachdem er diese Schule 1985 abgeschlossen hatte, wandte er sich von der Malerei ab und studierte stattdessen Regie an der Pekinger Filmakademie.
Nach seinem Diplom 1988 war Wang für zwei Jahre als Regieassistent beim Fujiang Film Studio tätig. Er realisierte einen unabhängigen Spielfilm, den er mit zwei Freunden in den Hauptrollen und mit einem geringen Budget in Peking drehte, Wintertage, Frühlingstage (1993). Während der Film über zwei junge Künstler, deren Ehe langsam in die Brüche geht, in der Volksrepublik China auf die schwarze Liste gesetzt wurde, lief er international auf mehreren Filmfestivals und wurde auf dem International Thessaloniki Film Festival 1995 mit dem Hauptpreis ausgezeichnet.
Der zweite Spielfilm folgte unter dem Pseudonym Wu Ming mit dem 1994 ebenfalls vom Staat unabhängig gedrehten, aber erst 1997 uraufgeführten Erfrieren über einen Pekinger Avantgarde-Künstler, der verschiedene Vorstellungen gibt und bei der letzten Suizid begeht. Sein erster staatlicher Film war Biandan, guniang (1998) über zwei ländliche Bauern, die ihr Glück in der Stadt versuchen möchten; dieser Film brachte ihm den FIPRESCI-Preis auf dem Internationalen Filmfestival Shanghai ein.
Nach Meng huan tian yuan (1999) erschien 2001 mit Beijing Bicycle sein bis dahin erfolgreichstes Werk. Der Film, der Anleihen an Vittorio De Sicas Fahrraddiebe enthält, handelt von einem 17-Jährigen vom Land, der nach Peking zieht, wo ihm sein für ihn lebenswichtiges Fahrrad von einem Gleichaltrigen gestohlen wird. Auf der Berlinale 2001 wurde dieser Film mit dem Silbernen Bären als Großer Preis der Jury prämiert.
Es folgten zwei Filme, die auf den Internationalen Filmfestspielen von Cannes gezeigt wurden: In Er di (2003) beschreibt Wang einen jungen Mann, der illegal in die Vereinigten Staaten emigriert und dann nach China zurückkehrt. Shanghai Dreams (2005) gewann den Preis der Jury in Cannes.
Im Wettbewerb der Berlinale 2008 wurde Zuo you gezeigt; das Drehbuch zu diesem Film brachte Wang einen Silbernen Bären ein. Darin geht es um geschiedene Eltern, die herausfinden, dass ihre Tochter an Leukämie leidet. Mit seinem Film Rizhao chongqing war er im Wettbewerb der Internationalen Filmfestspiele von Cannes 2010 vertreten.
Das Drama Bis dann, mein Sohn, erster Teil von Wangs geplanter „Heimat-Trilogie“, wurde am 14. Februar 2019 im Wettbewerb der 69. Berlinale uraufgeführt.

## Filmografie (Auswahl)
- 1993: Wintertage, Frühlingstage (冬春的日子, Dongchun de rizi)
- 1997: Erfrieren (极度寒冷, Jidu hanleng)
- 1998: So Close to Paradise (扁担姑娘, Biandan, guniang)
- 1999: The House (梦幻田园, Menghuan tianyuan)
- 2001: Beijing Bicycle (十七岁的单车, Shiqi sui de danche)
- 2003: Drifters (二弟, Er di)
- 2005: Shanghai Dreams (青红, Qing hong)
- 2006: Jeonjaeng geu ihu (Segment The New Year)[4]
- 2007: In Love We Trust (左右, Zuo you)
- 2010: Chongqing Blues (日照重庆, Rizhao Chongqing)
- 2011: 11 Flowers (我11, Wo 11)
- 2019: Bis dann, mein Sohn (地久天长, Dijiu tianchang)